# إنج بولسن
إنج بولسن (بالنرويجية: Inge Paulsen)‏ (و. 1924 – 2013 م) هو لاعب كرة قدم نرويجي، ولد في ستافانغر، مركز لعبه هو مهاجم، توفي في ستافانغر، عن عمر يناهز 89 عاماً.

## روابط خارجية
- إنج بولسن على موقع اتحاد النرويج (النرويجية)
- إنج بولسن على موقع قاعدة بيانات كرة القدم.إي يو (الإنجليزية)